# Ins offene Messer
Ins offene Messer (do alemão, Caindo em uma armadilha) é o primeiro álbum de estúdio da banda alemã Jennifer Rostock.O álbum foi lançado logo após terem obtido o quinto lugar no Bundesvision Songcontest com a música “Kof oder Zahl”. Conseguiu atingir o 31º lugar nas paradas musicais na Alemanha.
Gerou três singles: ”Kopf oder Zahl”, ”Feuer” e ”Himalaya”. Sendo que o álbum é posterior ao primeiro EP “Ich will hier raus”.
No dia 8 de Outubro de 2008 a banda abriu a turnê de Udo lindenberg em Rostock, com “Himalaya”. Fato que ajudou a música a ser cada vez mais pedida nas rádios da Alemanha e o lançamento do single desta música no final de novembro do mesmo ano.

## Faixas
| N.º            | Título                                 | Compositor(es)                         | Duração |  |
| 1.             | "Feuer"                                | Jennifer Weist, Johannes Walter Müller | 3:01    |  |
| 2.             | "Kopf oder Zahl"                       | Jennifer Weist, Johannes Walter Müller | 2:22    |  |
| 3.             | "Blut Geleckt"                         | Jennifer Weist, Johannes Walter Müller | 2:46    |  |
| 4.             | "Nichts tät ich lieber"                | Jennifer Weist, Johannes Walter Müller | 2:34    |  |
| 5.             | "Drahtseiltakt"                        | Jennifer Weist, Johannes Walter Müller | 3:26    |  |
| 6.             | "Gedanken, die man besser nicht denkt" | Jennifer Weist, Johannes Walter Müller | 3:43    |  |
| 7.             | "Tier in Dir"                          | Jennifer Weist, Johannes Walter Müller | 3:41    |  |
| 8.             | "Wer hätte das gedacht"                | Jennifer Weist, Johannes Walter Müller | 1:35    |  |
| 9.             | "Mein Parfum"                          | Jennifer Weist, Johannes Walter Müller | 3:40    |  |
| 10.            | "Kind von Dir"                         | Jennifer Weist, Johannes Walter Müller | 3:21    |  |
| 11.            | "Diadem"                               | Jennifer Weist, Johannes Walter Müller | 2:20    |  |
| 12.            | "Mona Lisa"                            | Jennifer Weist, Johannes Walter Müller | 2:31    |  |
| 13.            | "Himalaya"                             | Jennifer Weist, Johannes Walter Müller | 3:38    |  |
| 14.            | "Ich will hier raus"                   | Jennifer Weist, Johannes Walter Müller | 2:46    |  |
| 15.            | "Kopf oder Zahl" (vídeo)               |                                        | 2:35    |  |
| Duração total: | Duração total:                         | Duração total:                         | 41:17   |  |

## Ins offene Messer - Jetzt Noch Besser!
O álbum foi relançado no dia 28 de novembro de 2008 com novas músicas e DVD adicional.
| N.º | Título                                        | Compositor(es)                         | Duração |  |
| 15. | "Kopf oder Zahl" (unplugged)                  |                                        | 2:16    |  |
| 16. | "Himalaya" (unplugged)                        |                                        | 2:32    |  |
| 17. | "Ich will hier raus" (unplugged)              |                                        | 2:41    |  |
| 18. | "Mongoloid"                                   | Mark Allen Mothersbaugh                | 1:32    |  |
| 19. | "Glühwein"                                    | Jennifer Weist, Johannes Walter Müller | 1:39    |  |
| 20. | "Wer hätte das gedacht" (Live)                |                                        | 1:43    |  |
| 21. | "Gedanken, die man besser nicht denkt" (Live) |                                        | 3:44    |  |
| 22. | "Feuer" (Live)                                |                                        | 3:21    |  |
| 23. | "Kopf oder Zahl" (Deichkind Remix)            |                                        | 5:25    |  |
| 24. | "Feuer" (Mattes Remix)                        |                                        | 5:09    |  |
| 25. | "Himalaya" (DAS BO & King Chronic Remix)      |                                        | 5:36    |  |

DVD
| N.º | Título                         | Duração |  |
| 1.  | "Ein tag mit Jennifer Rostock" | 16:28   |  |
| 2.  | "Bandkamera"                   | 1:01:20 |  |
| 3.  | "Live:MTV Campus Invasion"     | 45:29   |  |
| 4.  | "Himalaya" (vídeo)             | 3:36    |  |
| 5.  | "Making of Himalaya Video"     | 4:02    |  |
| 6.  | "Feuer" (vídeo)                | 3:04    |  |
| 7.  | "Kopf oder Zahl" (vídeo)       | 2:35    |  |

## Ich will hier raus
Ich will hier raus (do alemão, Eu quero ir para fora deste lugar) foi o primeiro disco gravado pela banda Jennifer Rostock em forma de EP.A música  foi regravada para o álbum "Ins offene Messer".

### Faixas[9]
| N.º            | Título                                  | Compositor(es)                         | Duração |  |
| 1.             | "Ich will hier raus"                    | Jennifer Weist, Johannes Walter Müller | 2:40    |  |
| 2.             | "Ich will hier raus" (Robot Koch Remix) |                                        | 5:47    |  |
| 3.             | "Ich will hier raus" (Aves Remix)       |                                        | 5:19    |  |
| Duração total: | Duração total:                          | Duração total:                         | 13:46   |  |